# بمب‌گذاری ۲۰۰۶ بازار مسکو
بمب‌گذاری ۲۰۰۶ بازار مسکو (انگلیسی: 2006 Moscow market bombing) در ۲۱ اوت به وسیله انفجار یک بمب دست‌ساز ساعتی یا بمب کنارجاده‌ای که حامل یک کیلوگرم ماده انفجاری تری‌نیتروتولوئن بود رخ داد.
اغلب کسانی که در این بازار مورد حمله قرار گرفتند آسیایی و اهل قفقاز بودند که ۱۳ نفر آنان در تاریخ ۳ اکتبر ۲۰۰۶ درگذشتند و از این میان شش نفر تبعه تاجیکستان، دو نفر تبعه روسیه و سه نفر اهل ازبکستان بودند و یک زن از بلاروس و یک تبعه اهل چین و هشت نفر هم در صحنه مصدوم شدند یا برخی از مجروحان نیز به بیمارستان انتقال یافتند.